# Marianna Longa
Marianna Longa (Tirano, 6 de agosto de 1979) es una deportista italiana que compitió en esquí de fondo.
Ganó dos medallas en el Campeonato Mundial de Esquí Nórdico de 2009, plata en los 10 km y bronce en velocidad por equipo. Participó en dos Juegos Olímpicos de Invierno, ocupando el sexto lugar en Salt Lake City 2002 y el cuarto en Vancouver 2010, en la prueba por relevos.

## Palmarés internacional
| Campeonato Mundial | Campeonato Mundial        | Campeonato Mundial | Campeonato Mundial   |
| Año                | Lugar                     | Medalla            | Prueba               |
| ------------------ | ------------------------- | ------------------ | -------------------- |
| 2009               | Liberec (República Checa) | Medalla de plata   | 10 km                |
| 2009               | Liberec (República Checa) | Medalla de bronce  | Velocidad por equipo |